# Indischer Kämpfer
Der Indische Kämpfer ist eine aus England stammende Haushuhnrasse, die 1885 in Deutschland eingeführt wurde.
Erzüchtet wurden Indische Kämpfer aus den Hühnerrassen Asil, Malaien und Altenglischen Kämpfern.
In England entstand die Zwerghuhnrasse Indischer Zwerg-Kämpfer, die ebenfalls in Deutschland anerkannt ist.

Indische Zwergkämpfer
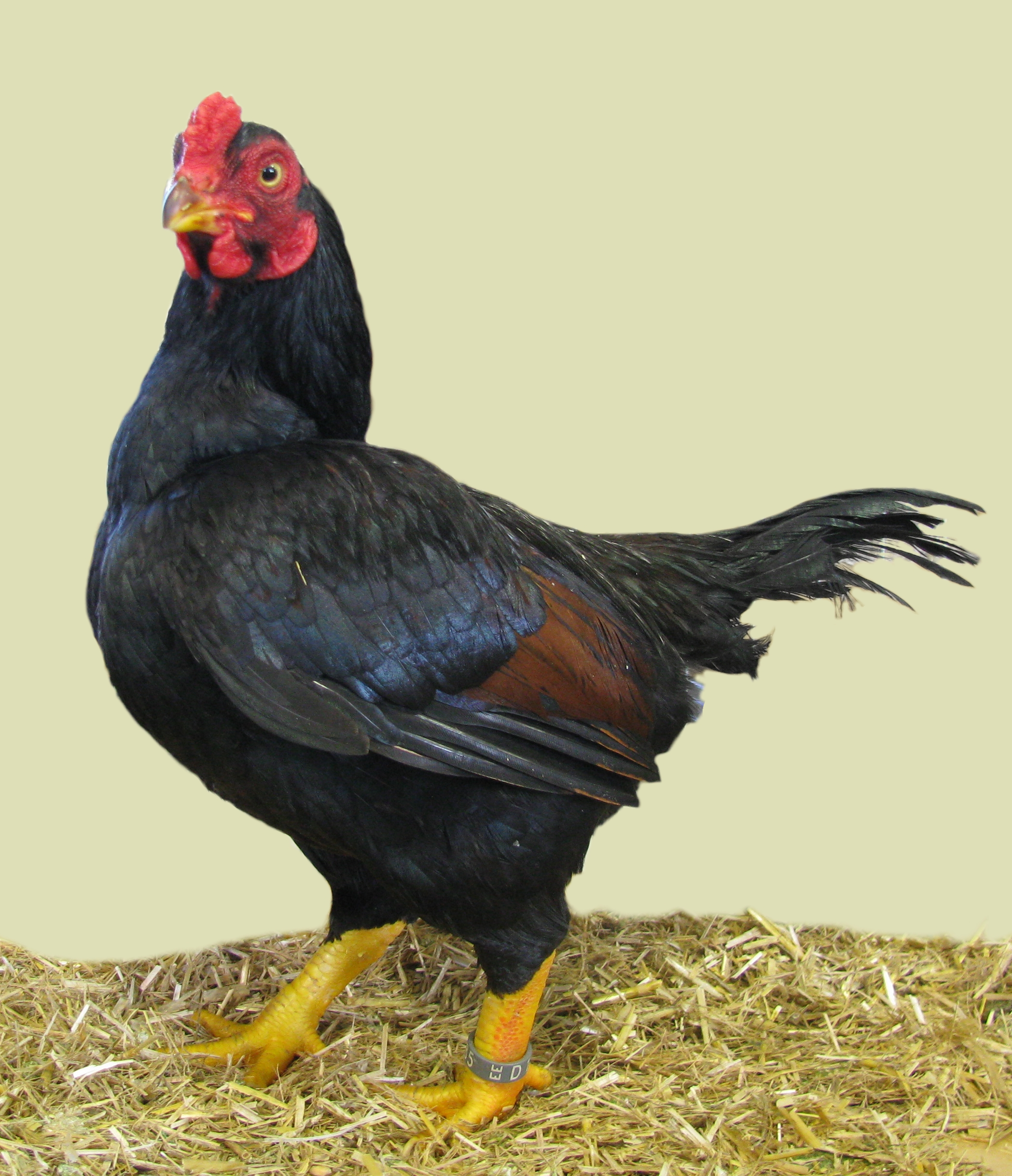
Hahn, fasanenbraun
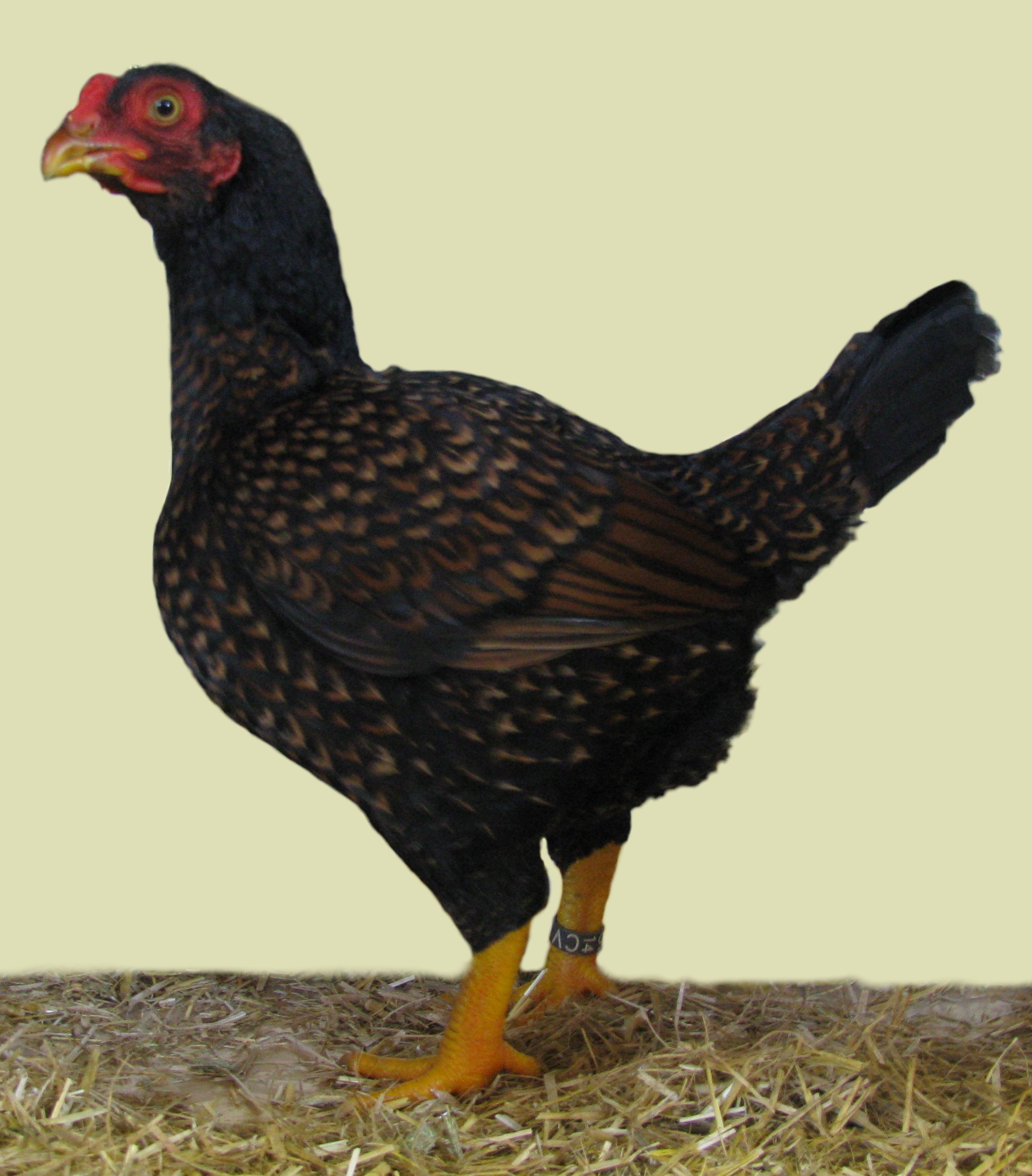
Henne, fasanenbraun
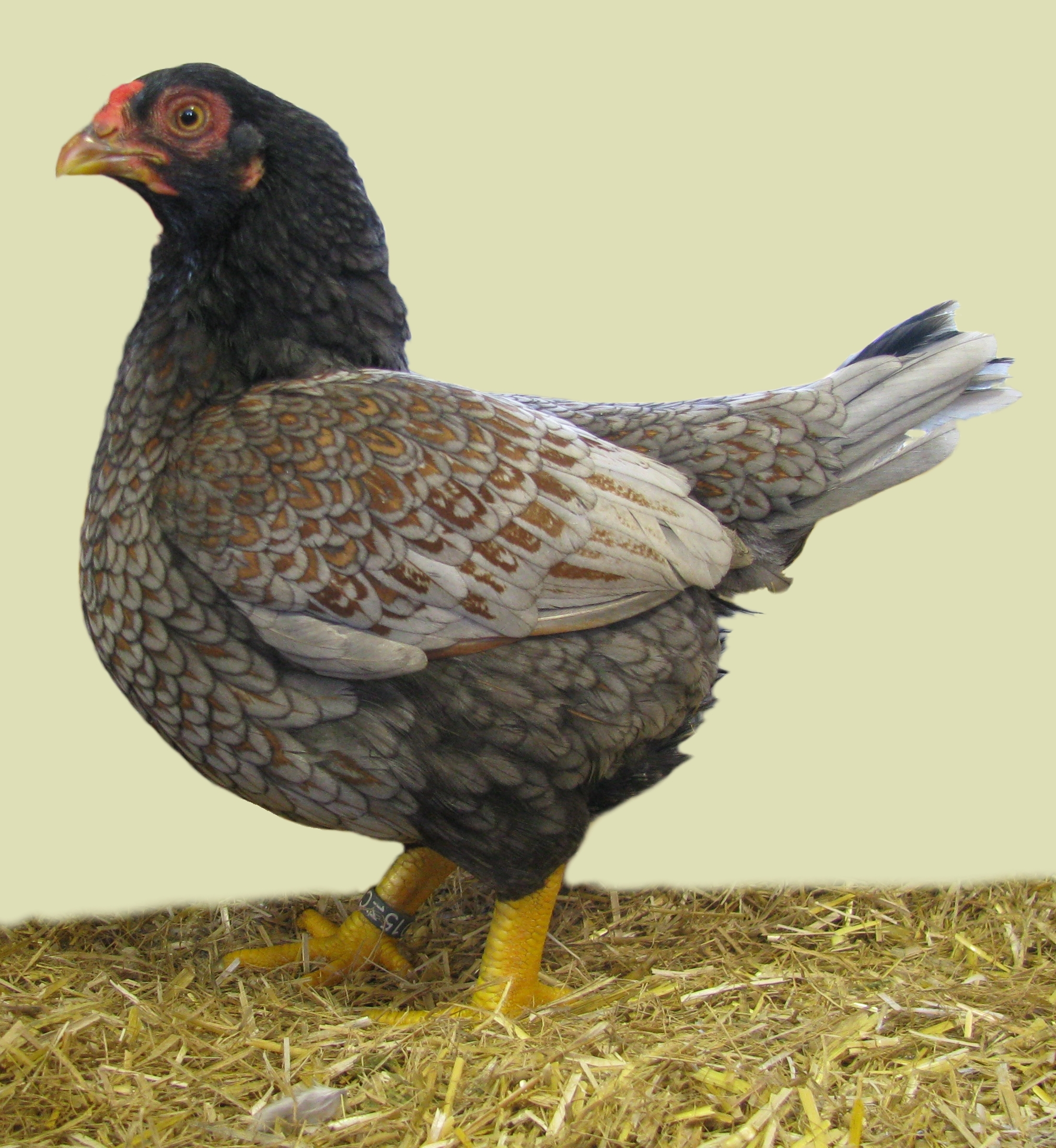
Henne, blau-fasanenbraun